# Centrale nucléaire de Rostov
La centrale nucléaire de Rostov (en russe : Ростовская АЭС, Rostovskaïa AES), aussi dénommée centrale de Volgodonsk, est une centrale nucléaire de l'oblast de Rostov, en Russie. Elle est située au bord du réservoir de Tsimliansk, à environ 12 km de la ville de Volgodonsk, à 120 km à l'est de Rostov-sur-le-Don et à environ 1100 km au sud-est de Moscou.

## Description

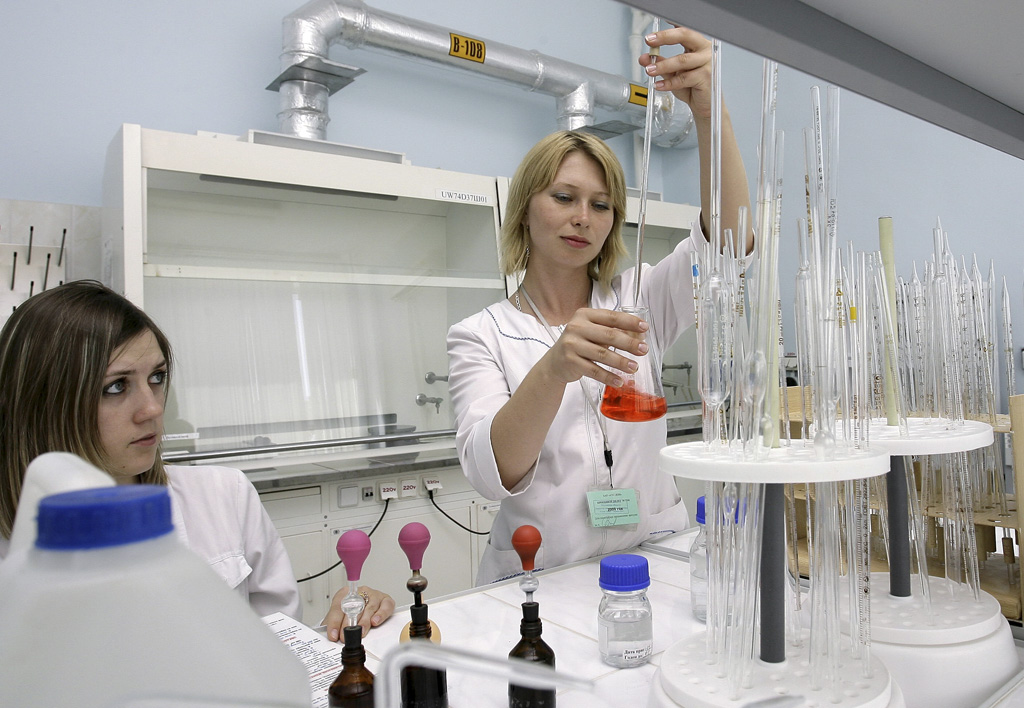
Laboratoire de chimie de la centrale

À ce jour, la centrale est équipée de 4 réacteurs qui délivrent de l'électricité sur le réseau. Le propriétaire-exploitant est l'entreprise d'État Rosenergoatom. Les réacteurs sont refroidis par un réservoir de refroidissement en ce qui concerne les unités nos 1 et 2 alors que les unités nos 3 et 4 sont refroidies par 2 tours aéroréfrigérantes  de 171 mètres de hauteur. Les réacteurs sont des réacteurs à eau pressurisée du type VVER 1000 dont les caractéristiques sont détaillés dans le tableau suivant :
| Nom du réacteur | Modèle        | Puissance brute (Mwe) | Puissance nette (Mwe) | Début de construction | Raccordement au réseau | Mise en service commerciale |
| --------------- | ------------- | --------------------- | --------------------- | --------------------- | ---------------------- | --------------------------- |
| Rostov-1        | VVER-1000/320 | 1000                  | 989                   | 01.09.1981            | 30.03.2001             | 25.12.2001                  |
| Rostov-2        | VVER-1000/320 | 1000                  | 950                   | 01.05.1983            | 18.03.2010             | 10.12.2010                  |
| Rostov-3        | VVER-1000/320 | 1000                  | 950                   | 15.09.2009            | 27.12.2014             | 17.09.2015                  |
| Rostov-4        | VVER-1000/320 | 1030                  | 979                   | 16.06.2010            | 02.02.2018             | 28.09.2018                  |

Le 18 mars 2010, à l'occasion de l'inauguration de Rostov 2, le Premier ministre Vladimir Poutine a annoncé la construction en Russie, d'ici à 2020, de vingt-six nouveaux réacteurs nucléaires.
En avril 2011, un groupe de journalistes étrangers a pu visiter la centrale de Rostov.
Le 29 octobre 2012 a eu lieu la pose du dôme du réacteur Rostov 3.
L'électricité de la centrale nucléaire est évacuée vers les districts fédéraux du sud de la Russie et du nord du Caucase, via sept lignes de tension de 500 kV et 4 lignes de tension de 220 kV.

## Incidents
Le 15 juin 2008, des satellites américains ont mesuré une radioactivité anormale aux alentours de la centrale de Rostov. La radioactivité a atteint plus de 60 microröntgen par heure. Rosenergoatom a alors affirmé que la centrale était en fonctionnement normal, et qu'aucune dose radioactive anormale n'était émise dans l'environnement
En 2011, à la suite de la catastrophe de Fukushima, l'académicien Vladimir Kouznetsov a déclaré que la centrale nucléaire de Rostov se trouve dans une zone sismique active et est potentiellement dangereuse. Le Premier ministre russe Vladimir Poutine a déclaré le même jour que la Russie n'avait pas de centrales nucléaires dans des zones sismiques.
Le 18 janvier 2013, le réacteur no 2 de la centrale nucléaire de Rostov a été arrêté à cause d’une alerte du système de sécurité.